# Risikotoleranz
Unter Risikotoleranz versteht man in der Wirtschaft das Ausmaß, in dem ein Entscheidungsträger bereit ist, Risiken einzugehen.

## Allgemeines
Sie stellt somit eine Kennzahl dar, mit der der Abstand der aktuellen Unternehmenssituation zu einer „unerwünschten Entwicklung“ (wie z. B. Verlust des Investmentsgrades) gemessen werden kann. Eine solche Entwicklung ist jedoch nicht zwangsläufig, einer „bestandsgefährdenden Entwicklung“ im Sinne des § 91 Abs. 2 AktG gleichzusetzen. Mit Hilfe des IDW PS 981 werden Risikotragfähigkeitskonzepte im Rahmen der Grundsätze ordnungsmäßiger Prüfung von Risikomanagementsystemen gemäß § 107 Abs. 3 AktG vorgestellt und empfohlen, welche den Unternehmen unter anderem eine klare Definition der Risikotoleranz entsprechend ihrer gesetzten Ziele ermöglicht.

## Berechnung
Weiterhin kann die Risikotoleranz als Kehrwert der absoluten Risikoaversion (in Bezug auf die Erwartungsnutzentheorie nach Arrow bzw. Pratt) berechnet werden. Grundlage ist hier die unternehmensspezifische Nutzenfunktion, welche in erster und zweiter Ableitung gegenübergestellt wird, um die absolute Abweichung festzustellen.
{\displaystyle {\frac {1}{R_{\text{abs}}(x)}}=-{\frac {U'(x)}{U''(x)}}}

## Abgrenzung zur Risikotragfähigkeit
Sehr nah mit der Risikotoleranz in Verbindung stehend, ist die Risikotragfähigkeit. Sie ist elementarerer Bestandteil der verpflichtenden Risikofrüherkennung gemäß §91 AktG und IDW PS 340 als Verdeutlichung des § 317 Abs. 4 HGB im Unternehmen.
Der erhebliche Unterschied zur Risikotoleranz ist durch den Umfang des Risikoausmaßes gekennzeichnet.
Die Risikotragfähigkeit misst den Abstand vom aktuellen „Status quo“ bis zu dem Punkt, der als „bestandsgefährdende Entwicklung“ i. S. d. §91 Abs. 2 AktG angesehen wird.
Das Ziel bzw. dieser untere Grenzwert muss mindestens eingehalten werden und ist für die Existenzsicherung des Unternehmens notwendig. Mindestanforderungen an ein Rating dürfen bspw. nicht verletzt werden (B-Rating), damit das Unternehmen „überleben“ kann.
Sie kann also einerseits als maximaler Verlust angesehen werden, bei dem das Mindest-Rating erhalten bleibt (Risikotragfähigkeitswert) und andererseits als Differenz zwischen dem Risikopotenzial und dem aggregierten Gesamtrisikoumfang.
Somit ist festzuhalten:
Risikotoleranz beschreibt eine angenommene Grenze, welche nicht unterschritten bzw. mindestens erreicht werden sollte (bspw. Investmentgrade-Rating sollte mindestens BB+ nicht unterschreiten). Eine Unterschreitung würde nicht zwangsläufig zu einer Bestandsgefährdung führen.
Risikotragfähigkeit hingegen ist die untere, kritische Grenze, welche nicht unterschritten werden darf, um das Weiterbestehen der Unternehmung zu sichern.
Mittels Risikoaggregation (Monte-Carlo-Simulation) kann man dennoch für beide Anforderungen die Wahrscheinlichkeiten ermitteln, mit der die mögliche Abweichung eintritt.